# 馬克西米夫卡 (佩爾沃邁西基區)
49°18′42″N 36°22′50″E / 49.31167°N 36.38056°E
馬克西米夫卡（烏克蘭語：Максимівка）是位於烏克蘭東部的村莊，由哈爾科夫州洛佐瓦區的阿列克西伊夫卡市鎮負責管轄。該村處於別列卡河右岸，分別距離奧德拉多韋1.5公里和布拉采利夫卡2.5公里，始建於1700年，面積0.37平方公里，海拔高度109米，2001年人口171。